# Jamie Harvey
Jamie Harvey (* 15. August 1955 in Glasgow) ist ein ehemaliger schottischer Dartspieler. Er war bei der Professional Darts Corporation (PDC) und der British Darts Organisation (BDO) aktiv. Sein Spitzname war Bravedart, eine Anspielung auf den Film Braveheart. Seine Einlaufmusik ist der Song Loch Lomond von Runrig.

## Leben
Harvey besuchte die Colston Comprehensive School in Glasgow.
Er litt einige Jahre an Kehlkopfkrebs. Am 2. September 2009 wurde sein Kehlkopf entfernt und ein permanentes Laryngektomie-Stoma angelegt. Anschließend unterzog er sich einer Strahlentherapie. Mittlerweile konnte er den Krebs besiegen.

## Karriere
Nachdem er sein Debüt bei den World Professional Darts Championship 1992 gegeben hatte, war Harvey eines der Gründungsmitglieder der Professional Darts Corporation (zunächst bekannt als World Darts Council, WDC) 1993 und spielte bei jeder PDC-Weltmeisterschaft zwischen 1994 und 2006.
Seinen besten Auftritt beim damals in der Circus Tavern ausgetragenen Turnier hatte Harvey 1996, als er das Halbfinale erreichte, dieses allerdings chancenlos 1:5 gegen Dennis Priestley verlor. Bemerkenswert war der Walk-on von Harvey bei der Partie. Er dauerte ungefähr zwölf Minuten. Noch im selben Jahr erreichte er ebenso das Halbfinale des PDC World Matchplay. Der spätere Turniersieger Peter Evison schlug Harvey hier mit 9:13 in den Legs. Nie schaffte er es in das Finale eines größeren PDC-Turniers, konnte sich allerdings bei den Antwerp Open und auch dem Scottish Masters in seiner Heimat durchsetzen. Während seiner Karriere war er stets ein beliebter Spieler bei den Fans.
Obwohl er das Viertelfinale bei der PDC World Championship 2001 und beim World Matchplay 2004 erreichte, sank seine Weltranglistenposition in den Folgejahren stetig. Bei der PDC World Championship 2006 verlor er gegen Tomas Seyler, mit Andree Welge erster deutscher Starter bei einer PDC-Weltmeisterschaft, in der 1. Runde mit 3:0. Anfang des Jahres 2007 war er an Position 48 geführt, verfehlte jedoch die Qualifikation zur PDC-Weltmeisterschaft zum ersten Mal. Im Qualifikationsturnier für die Weltmeisterschaft 2008 gewann er vier Partien, musste sich im entscheidenden Spiel jedoch Jacko Barry geschlagen geben und fiel in der Rangliste auf Platz 73 zurück. Er startete bei neun Turnieren der PDC Pro Tour 2008, brachte allerdings nur ein Preisgeld von £ 300 zu Stande und kam als bestes Ergebnis ein Mal unter die Letzten 32. Harvey war somit bis auf Platz 129 der PDC Order of Merit zurückgefallen. Bei den UK Open 2008 war Harvey in der 4. Runde letztmals in ein im Fernsehen übertragenes Spiel eines Major-Turniers verwickelt. Hierbei bezwang ihn Phil Taylor klar mit 1:8 in Legs und spielte dabei ein Nine dart-Finish. 2009 war er letztmals bei einem PDC-Turnier dabei.
Von 2011 bis 2013 versuchte es Harvey noch einmal bei der BDO, spielte dabei jedoch nur bei Turnieren auf schottischem Boden.
Als die erste Austragung der World Seniors Darts Championship bekanntgegeben wurde, meldete Harvey Interesse an, an dem Turnier teilzunehmen. Letztlich erhielt er aber keine Einladung.

## Weltmeisterschaftsresultate

### BDO
- 1992: Achtelfinale (2:3-Niederlage gegen  Kevin Kenny) (Sätze)
- 1993: 1. Runde (0:3-Niederlage gegen  Mike Gregory)

### PDC
- 1994: Gruppenphase (1:3-Niederlage gegen  Phil Taylor und 2:3-Niederlage gegen  Jim Watkiks)
- 1995: Viertelfinale (2:4-Sieg gegen  Rod Harrington)
- 1996: Halbfinale (1:5-Niederlage gegen  Dennis Priestley)
- 1997: Viertelfinale (3:5-Niederlage gegen  Peter Evison)
- 1998: Gruppenphase (3:0-Sieg gegen  John Ferrell, aber 2:3-Niederlage gegen  Rod Harrington)
- 1999: Achtelfinale (2:3-Niederlage gegen  Bob Anderson)
- 2000: Achtelfinale (2:3-Niederlage gegen  Dennis Priestley)
- 2001: Viertelfinale (0:4-Niederlage gegen  Dave Askew)
- 2002: 1. Runde (3:4-Niederlage gegen  Shayne Burgess)
- 2003: Achtelfinale (3:5-Niederlage gegen  John Part)
- 2004: 3. Runde (0:4-Niederlage gegen  Steve Beaton)
- 2005: 3. Runde (2:4-Niederlage gegen  Roland Scholten)
- 2006: 1. Runde (0:3-Niederlage gegen  Tomas Seyler)